# Enrico d'Angoulême
Enrico d'Angoulême (Aquisgrana, 1551 – Aix-en-Provence, 2 giugno 1586) duca d'Angoulême, figlio illegittimo di Enrico II, re di Francia.

## Biografia

Lo stemma di Enrico di Valois

Enrico d'Angoulême, a volte menzionato col nome di Enrico di Francia o di Enrico di Valois, era un figlio illegittimo di Enrico II e di Janet Stewart, a sua volta figlia illegittima di Giacomo IV, re di Scozia.
Nominato cavaliere d'Angoulême dal padre, divenne abate commendatario di Chaise-Dieu, famosa abbazia benedettina a La Chaise-Dieu, in Alvernia, fondata verso l'anno 1000 da San Roberto, poi gran priore di Francia e infine ammiraglio dei mari di levante e governatore della Provenza.
Nel 1573 partecipò all'assedio di La Rochelle, sotto il comando del duca d'Angiò, il futuro re Enrico III.
Morì in duello a Aix-en-Provence il 2 giugno 1586.

## Ascendenza
|                        |                       |                                  | Genitori                        |  |  | Nonni |  |  | Bisnonni                  |  |  | Trisnonni                    |  |
|                        |                       |                                  |                                 |  |  |       |  |  | Carlo di Valois-Angoulême |  |  | Giovanni di Valois-Angoulême |  |
|                        |                       |                                  |                                 |  |  |       |  |  | Carlo di Valois-Angoulême |  |  | Giovanni di Valois-Angoulême |  |
|                        |                       | Marguerite de Rohan              |                                 |  |  |       |  |  | Carlo di Valois-Angoulême |  |  |                              |  |
| Francesco I di Francia |                       |                                  |                                 |  |  |       |  |  | Carlo di Valois-Angoulême |  |  |                              |  |
|                        |                       | Luisa di Savoia                  | Filippo II di Savoia            |  |  |       |  |  |                           |  |  |                              |  |
|                        |                       | Luisa di Savoia                  | Filippo II di Savoia            |  |  |       |  |  |                           |  |  |                              |  |
|                        |                       | Luisa di Savoia                  | Margherita di Borbone-Clermont  |  |  |       |  |  |                           |  |  |                              |  |
| Enrico II di Francia   |                       | Luisa di Savoia                  |                                 |  |  |       |  |  |                           |  |  |                              |  |
|                        |                       | Luigi XII di Francia             | Carlo di Valois-Orléans         |  |  |       |  |  |                           |  |  |                              |  |
|                        |                       | Luigi XII di Francia             | Carlo di Valois-Orléans         |  |  |       |  |  |                           |  |  |                              |  |
|                        |                       | Luigi XII di Francia             | Maria di Clèves                 |  |  |       |  |  |                           |  |  |                              |  |
| Claudia di Francia     |                       | Luigi XII di Francia             |                                 |  |  |       |  |  |                           |  |  |                              |  |
|                        |                       | Anna di Bretagna                 | Francesco II di Bretagna        |  |  |       |  |  |                           |  |  |                              |  |
|                        |                       | Anna di Bretagna                 | Francesco II di Bretagna        |  |  |       |  |  |                           |  |  |                              |  |
|                        |                       | Anna di Bretagna                 | Margherita di Foix              |  |  |       |  |  |                           |  |  |                              |  |
| Enrico d'Angoulême     |                       | Anna di Bretagna                 |                                 |  |  |       |  |  |                           |  |  |                              |  |
|                        | Giacomo III di Scozia | Giacomo II di Scozia             |                                 |  |  |       |  |  |                           |  |  |                              |  |
|                        | Giacomo III di Scozia | Giacomo II di Scozia             |                                 |  |  |       |  |  |                           |  |  |                              |  |
|                        | Giacomo III di Scozia | Maria di Gheldria                |                                 |  |  |       |  |  |                           |  |  |                              |  |
| Giacomo IV di Scozia   | Giacomo III di Scozia |                                  |                                 |  |  |       |  |  |                           |  |  |                              |  |
|                        |                       | Margherita di Danimarca          | Cristiano I di Danimarca        |  |  |       |  |  |                           |  |  |                              |  |
|                        |                       | Margherita di Danimarca          | Cristiano I di Danimarca        |  |  |       |  |  |                           |  |  |                              |  |
|                        |                       | Margherita di Danimarca          | Dorotea di Brandeburgo-Kulmbach |  |  |       |  |  |                           |  |  |                              |  |
| Janet Stewart          |                       | Margherita di Danimarca          |                                 |  |  |       |  |  |                           |  |  |                              |  |
|                        |                       | James Stewart, I conte di Buchan | James Stewart                   |  |  |       |  |  |                           |  |  |                              |  |
|                        |                       | James Stewart, I conte di Buchan | James Stewart                   |  |  |       |  |  |                           |  |  |                              |  |
|                        |                       | James Stewart, I conte di Buchan | Giovanna Beaufort               |  |  |       |  |  |                           |  |  |                              |  |
| Isabel Stewart         |                       | James Stewart, I conte di Buchan |                                 |  |  |       |  |  |                           |  |  |                              |  |
|                        |                       | Margaret Ogilvie                 | Alexander Ogilvie               |  |  |       |  |  |                           |  |  |                              |  |
|                        |                       | Margaret Ogilvie                 | Alexander Ogilvie               |  |  |       |  |  |                           |  |  |                              |  |
|                        |                       | Margaret Ogilvie                 | …                               |  |  |       |  |  |                           |  |  |                              |  |
|                        |                       | Margaret Ogilvie                 |                                 |  |  |       |  |  |                           |  |  |                              |  |